# Hexasakk
A hexasakk a sakk olyan változata, ahol a játékot hatszögtáblán, azaz hatszög (hexagon) alakú táblán játsszák. A legnépszerűbb a Gliński-féle hexasakk, amelyet a lengyel Władysław Gliński talált fel 1936-ban.

## A Gliński-féle hexasakk
A Gliński-féle hexasakk a legnépszerűbb hexasakkvariáns, annyira, hogy volt amikor több mint félmillióan játszották és 130 000 sakk-készletet adtak el. Főleg Kelet-Európában, s azon belül Gliński hazájában, Lengyelországban volt népszerű.
Hatszögtáblán játsszák, amelyen három szín van (világos, sötét és közepes árnyalat), s a középső mező többnyire közepes árnyalatú. Az átlagos sakk-készlet egy futóval és egy gyaloggal gazdagodik. A táblának 11 vonala van, melyek a–l kisbetűkkel vannak jelölve (a j kimarad), és 11 számozott sora. Az 1–6. soroknak 11 mezőjük van, a 7.-ik sornak (melyet kezdetben sötét gyalogok foglalnak el) 9 mezője, a 8-asnak 7, és így tovább, egészen a 11.-ig, melynek csak egy mezője van, az f11.
A játékhoz használt figurák készlete tartalmazza a hagyományos sakk figurakészletét, valamint mindkét színben további 1 gyalogot és 1 futót. A figurákat a fenti ábrán látható módon kell a kezdőállásba rendezni.
Az alábbi ábrák mutatják, hogy hogyan léphetnek a figurák. Ahogyan a normális sakkban, úgy itt is a huszár átugorhat más figurákat. A három különböző színű futó sohasem találkozhat. A vezér úgy lép, mint a bástya vagy a futó. A hexasakkban nincs sáncolás.
|  |  |  |
|  |  |  |

A gyalogok egyenesen előre mennek és egy oldalirányú szomszéd mezőre tudnak ütni (ahogyan a keresztek mutatják a fenti diagramon); itt a gyalog ütése nem egyezik meg a futó ütésével, ahogyan a hagyományos sakkban megszokhattuk. Minden gyalog duplát léphet a kezdőpozíciójáról. Ha egy gyalog üt a kezdőpozíciójáról úgy, hogy egy másik gyalognak a kezdőpozíciójára kerül, akkor is kettőt léphet előre. Például, ha a gyalog az e4-en leüt egy sötét figurát az f5-ön, az f7re léphet. A gyalog a középső vonalon (f5 a fehérnek ) nem léphet kettőt kezdetben, mivel az f7-es mező foglalt, ellenben később, ha üressé válik a mező, akkor megteheti. Az en passant ütések szintén lehetségesek, például, ha a sötét gyalog a c7-en a c5-re lép a világos gyalog a b5-ről ütheti: bxc6. 
Az átváltozás minden vonal utolsó mezőjén lehetséges; azok a mezők, ahol a világos átváltozik, csillaggal vannak jelölve.
A patt itt nem döntetlen, de kevesebbet számít, mint a sakkmatt. Versenyeken a pattot kapó játékos (amelyik nem tud egyik figurával sem lépni) 0,25 pontot kap, míg az ellenfele 0,75 pontot.

## Története
- 1976 június: első hexasakk kongresszus Londonban, melynek során megalakult a Brit Hexasakk Föderáció és lefolyik az első brit hexasakk bajnokság is, melyet David Springgay nyert meg.
- 1976 december: megjelent az első Hex Press (Hexasakk újság).
- 1977: a hexasakkról több lengyel és egyéb kelet-európai újságban is írtak.
- 1977 december: második brit hexasakk bajnokság, melyet Brian Rippon nyert.
- 1978 január: a feltaláló meglátogatta Lengyelországot, mely után annyira felkapott lett a hexasakk, hogy a Wspolna Sprawa által gyártott sakk-készletből 18 hónap alatt 90 000 darab fogyott el.
- 1978 szeptember: első nemzetközi csapatverseny, melyet a lengyelek a britek ellen játszanak.
- 1979 július: harmadik brit bajnokság, melyet a lengyel kulturális központban tartottak Londonban. Ezúttal a majdnem 16 éves Simon Triggs lett a győztes.
- 1979 augusztus: újabb nemzetközi csapatverseny, úgyszintén a lengyelek és a britek között, a helyszín ezúttal Varsó.
- 1979 folyamán: hexasakk-klubok jöttek létre Lengyelországban, Csehszlovákiában és a Szovjetunióban is.
- 1980 augusztus: első nemzetközi kongresszus, melyet Londonban, a lengyel kulturális központban tartottak. Ennek keretein belül megalakult a Nemzetközi Hexasakk Föderáció, valamint lejátsszák az első Európa-bajnokságot is. Résztvevő országok: Ausztria, Nagy-Britannia, Magyarország és Lengyelország. Az első négy helyezett: 1.: Marek Mackowiak (Lengyelország), 2.: László Rudolf (Magyarország), 3.: Jan Borawski (Lengyelország), 4.: Piers Shepperson (Nagy-Britannia).
- 1981 szeptember: az első magyar hexasakkbajnokság megrendezése Szekszárdon. A címet Sziráki László nyerte el. Az essexi Negyedik Brit Bajnokságról már a Timesban is megjelent fotó. Simon Triggs visszaszerezte a brit bajnoki címét.
- 1982 április: második magyar bajnokság Miskolcon. Ezúttal László Rudolf lett a magyar bajnok.
- 1982 június: sikerült megállapodni a nyugatnémet Bohemia céggel, mely újfajta sakk-készleteket gyárt, úgy, hogy a sakktábla egyik oldala hagyományos, míg a másik hexatábla. A figurák fából készülnek.
- 1982 július 10–11: nyílt bajnokságot rendeztek Moszkvában a híres Sokolniki Parkban. Az első díjat és a Moszkva trófeát F. Goncharov vehette át, a második S. Seryubin lett és V. Goltyapin a harmadik díjnak örülhetett. Ez után az esemény után a hexasakk egyre nagyobb népszerűségnek örvendett a Szovjetunióban.
- 1982 július 24–31: Nyílt nemzetközi bajnokság Pécsett. A bajnokságot a Magyar Hexasakk Szövetség elnöke, Mihály Gelencsér rendezte és a Zsolnay porcelángyár szponzorálta, felajánlva a „Zsolnay Kupát” és egyéb értékes porcelán figurákat. A győztes ezúttal is a magyar László Rudolf lett, Simon Triggsnek a második hellyel kellett beérnie.
- 1982 szeptember: ötödik brit bajnokság, melyet ezúttal Simon Triggs nyer.

## McCooey féle hexasakk

McCooey-féle hexasakk, alapállás

A gyaloglépés

Dave McCooey és Richard Honeycutt nevéhez fűződik ennek a variánsnak a kidolgozása. Nagyon hasonló Glinski variánsához, de van négy különbség: az alapállás,  a gyalog ütése, a gyalog az f vonalon nem léphet kettőt kezdetben, és a patt döntetlen. A fenti ábrán láthatjuk a gyalogütést ebben a variánsban. Megfigyelhetjük, hogy itt ez egy futó lépésének felel meg. A világos gyalog a d5-ön ütheti a sötét gyalogot az e8-on en passanttal, amennyiben a sötét gyalog az e6ra lép. A gyalog az f vonalon nem léphet kettőt, és nincs védve kezdetben, ami lehetőséget ad a fojtott mattra, miután a huszár üti a gyalogot. Gyakorlatban ez ritkán fordul elő.
A Glinski, McCooey és Mathewson féle variánsokról való végjátékelemzésekből az alábbi következtetésekre jutottak:
- Király és két huszár mattolhat egy magányos királyt.
- Király és bástya veri a király és huszár kombinációt  (kivéve az esetek 0,0019% százalékát, amikor döntetlen).
- Király és bástya veri a király és futót.
- Király és két futó nem mattolhat egy magányos királyt, kivéve néhány igen ritka esetet (0,17%).
- Király, huszár és futó nem mattolhat egy magányos királyt, kivéve az esetek 0,5% százalékát.
- Király és vezér király és bástya ellen az esetek 40%-ban döntetlen.
- Király és bástya mattolhat egy magányos királyt.

## Lásd még
- Hexasakktábla (nyomtatható változat)